# Iberesia brauni
Iberesia brauni is een spinnensoort in de taxonomische indeling van de bruine klapdeurspinnen (Nemesiidae).
Iberesia brauni werd in 1882 beschreven door L. Koch.